# Menteşe
Menteşe fou el fundador i epònim del beilicat de Mendeixia.
Es sospita que era fill de l'amir al-sawahil Hadjdji Baha al-Din (Haci Baha al-Din) citat en algunes fonts com Bahadir, destacat amir seljúcida, però en una inscripció d'un net, Ahmet Ğazi, dona al seu pare el nom de Eblistan i al seu avi el de Kari Beg o Kara Beg. La regió l'haurien rebut en feu (ikta) del sultà de Rum. Va arribar a la zona del golf de Makri (moderna Fethiye) per mar i va dominar la zona costanera vers el 1261. El 1278 l'emperador romà d'Orient Miquel VIII va enviar un exèrcit manat pel seu fill Andrònic que va fortificar Tralles (més tard Aydın) però Menteşe se'n va apoderar igualment junt amb Nyssa, vers el 1282. Una moneda datada el 1291, trobada a Milas, permet suposar que els menteşeoğulları havien acceptat inicialment la protecció del sultanat seljúcida de Rum però aquesta hauria estat cada cop més nominal. En aquesta data ja l'havia succeït el seu fill Menteşeli Masud.